# Thomas Trachsel
Thomas Trachsel (Olten, 16 maart 1972) is een Zwitsers componist, muziekpedagoog en dirigent.

## Levensloop
Trachsel kreeg op achtjarige leeftijd lessen voor het spelen van de citer. Vervolgers kreeg hij aan de muziekschool Hägendorf lessen voor trompet en piano en privé in muziektheorie bij Arno Müller. Hij studeerde aan de Hochschule der Künste Bern te Bern HaFa-directie en behaalde zijn diploma in 1998. Vervolgens studeerde hij aan de Hoge school te Bern dirigeren, orgel en slagwerk en behaalde eveneens in deze vakken zijn diploma's. Trachsel was ook in een meestercursus bij Andreas Spörri.
Tegenwoordig is hij dirigent van het Blasorchester Helvetia Rüti-Tann en van de brassband in Matzendorf.
Hij is docent en dirigent aan de districtsschool Gäu. Verder werkt hij als freelance componist en schrijft vooral werken voor blaasorkesten en kamermuziek. Zijn 1e symfonie ging op 10 februari 2007 door de Stadtharmonie Zürich Oerlikon-Seebach onder leiding van Carlo Balmelli in de Tonhalle Zürich in première. Dit werk werd ook tijdens het festival Mid-Europe in het Oostenrijkse Schladming uitgevoerd en maakte hem in de blaasmuziekwereld bekend. Zijn 2e symfonie beleefde op 13 mei 2010 in de Oranjerie te Roermond door het Harmonieorkest St. Michaël Thorn onder leiding van Henrie Adams zijn Nederlandse première. 

## Composities

### Werken voor harmonieorkest en brassband

#### Symfonieën
- 2004-2006 Symfonie nr. 1 "Melancholie", voor harmonieorkest
  1. Grave et pesante
  2. Scherzo – Intermezzo - Scherzo
  3. Adagio
  4. Finale – Allegro vivace
- 2007-2008 Symfonie nr. 2 "Von der Angst unserer Zeit" in d klein, voor mezzosopraan en harmonieorkest[1][2][3][4][5] (opgedragen aan Henrie Adams)
  1. Requiem aeternam - Lento Drammatico
  2. Dies Irae - Lebhaft – Kraftvoll – Intermezzo
  3. Klagelied einer Mutter - Adagio (attaca)
  4. Lux aeterna
- 2011 Symfonie nr. 3 "The Apocalyptic" in des mineur, voor vrouwenkoor (of kinderkoor) en harmonieorkest - tekst: Turi Honegger - opgedragen aan de: Banda Sinfónica Sociedad Musical la Artística de Buñol o.l.v. Henrie Adams
  1. Grave e molto marcato - Vivace
  2. Scherzo
  3. Adagio
  4. Sehr langsam
  5. Finale - Pesante

#### Concerten voor instrumenten en harmonieorkest
- 2008-2009 Concertino, voor orgel en harmonieorkest

#### Andere werken
- 1997 Sinfonietta Nr. 1
- 1999 Sinfonie "der Berg", symfonisch gedicht
- 2000 Sinfonic Mouvement in c klein, op. 102
- 2000 Im Dom, symfonische mars in Es groot, op. 105
- 2001 Petite Mouvmemente Symphonique
- 2004 Passagaglia c-moll
- 2008 Fantasie on a English Folksong
- 2010 Magic Child
- 2011 A Heroic Symphony[6][7]

#### Marsen voor harmonieorkest
- Bye Bye Berne
- Dreiländereck
- Marsch der Panzerbrigade

#### Werken voor brassband
- 1999 Caprice b-moll
- 2001 Sinfonietta No. 2 in c mineur, voor orgel en brassband
- 2003 Sinfonic Requiem
- 2003 Suite Antique (Concerto Grosso)
- 2009 Sinfonietta No. 3 "Reflections of Colours", opdracht voor het "World Band Festival Lucerne"[8][9][10]
- Passagaglia in c-moll
- Macabre

### Werken voor koor
- Ave Maria, voor gemengd koor
- Abendgebet, voor gemengd koor

### Kamermuziek
- Klarinettenkwintet
- Concertino, voor twee trompetten en orgel
- Air, voor trompet en orgel

### Werken voor orgel
- 2008-2009 Concertino, voor orgel en harmonieorkest
- Toccata